# Amiche in affari
Amiche in affari (Like a Boss) è un film del 2020 diretto da Miguel Arteta.
Nel film, con protagonisti Rose Byrne, Tiffany Haddish e Salma Hayek, fa un breve cameo Lisa Kudrow.

## Trama
Mia e Mel hanno un'agenzia di cosmetici con diversi debiti da saldare. Per salvarle dalla bancarotta arriva la famosa imprenditrice Chiara Luna che, con la sua arrogante intraprendenza, cercherà di rilevare la loro attività, mettendola una contro l'altra.